# Musée métropolitain de la photographie de Tokyo

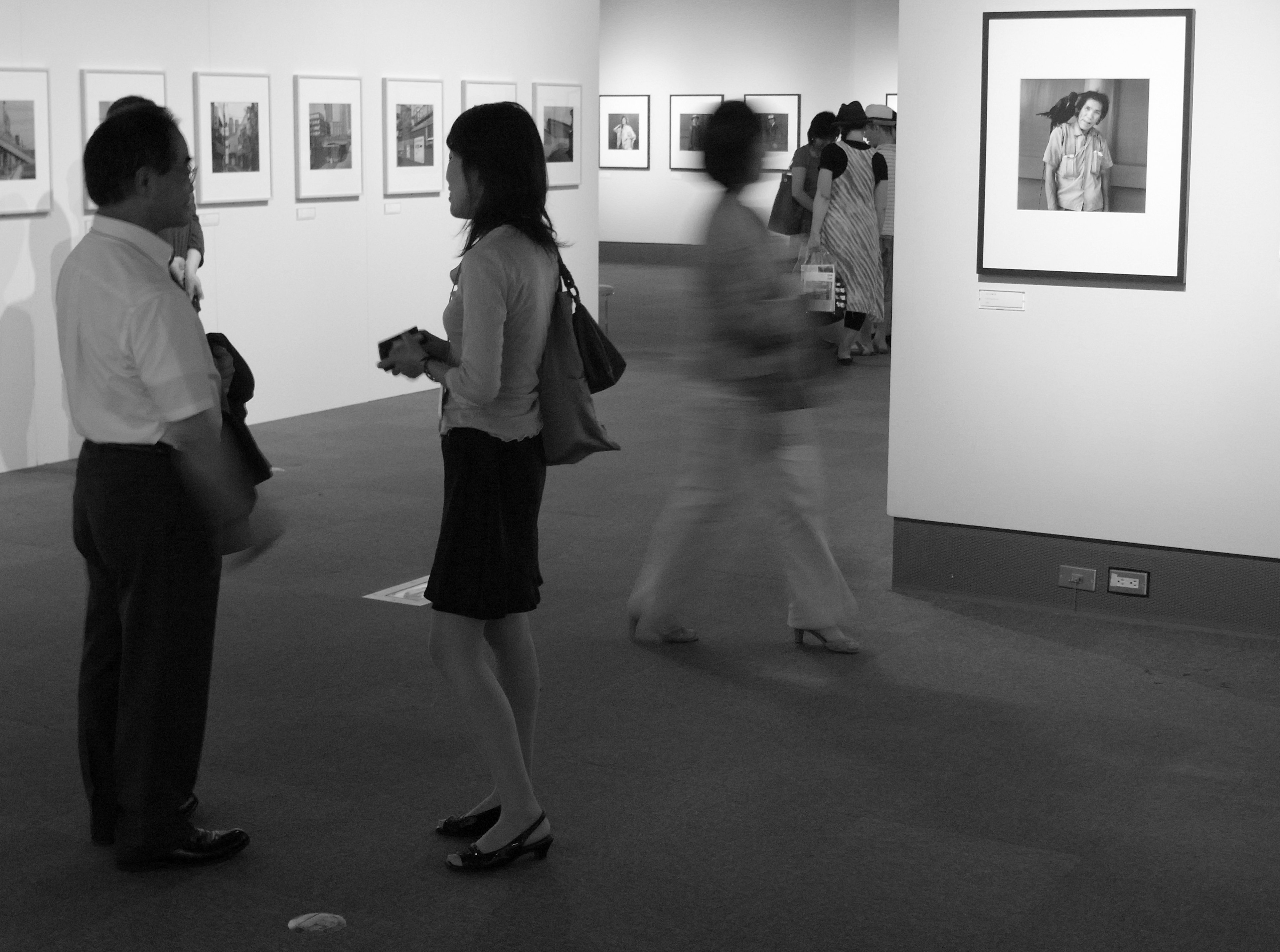
Salle d'exposition, en sous-sol, août 2011

Le musée métropolitain de photographie de Tokyo (東京都写真美術館, Tōkyō-to Shashin Bijutsukan) est un musée consacré à la photographie. Fondé par le Tokyo Metropolitan Government, il est situé à Meguro, à peu de distance de la gare d'Ebisu dans le Sud-Ouest de Tokyo. Le musée dispose également d'une salle de cinéma.
Le musée se surnomme lui-même « syabi » (prononcé shabi).

## Historique
Le musée ouvre dans un bâtiment provisoire en 1990 et déménage dans son bâtiment actuel de Yebisu Garden Place en 1995. À cette époque, c'est l'un des premiers musées de photographie au Japon à ne pas être consacré aux œuvres d'un seul photographe. La plupart des expositions depuis lors, sont organisées par thème plutôt que consacrées à un seul photographe, mais des expositions ont été consacrées à des photographes du passé comme Berenice Abbott (1990) et Tadahiko Hayashi (1993–94), ainsi qu'à des photographes contemporains tels que Martin Parr (2007) et Hiromi Tsuchida (2008).
Afin de plaire aux enfants comme aux adultes, le musée organise des expositions d'animes et de jeux vidéo.

## Collections
La bibliothèque du musée possède une importante collection de livres de photographies.
Le livre 328 Outstanding Japanese Photographers présente un commentaire sur une petite reproduction d'une photographie de chacun des plus de trois cents photographes inclus dans la collection permanente du musée au tournant du millénaire. La plupart des expositions individuelles sont accompagnées de catalogues imprimés. Comme il est d'usage au Japon, la plupart d'entre eux de disposent pas d'ISBN et ne sont pas distribués comme des livres habituels, leurs ventes étant plutôt limitées au musée lui-même.
Les photographes dont les œuvres font partie de la collection permanente sont Shihachi Fujimoto, Hisae Imai, Takeji Iwamiya, Akira Komoto, Motoichi Kumagai, Seiji Kurata, Michiko Matsumoto, Aizō Morikawa, Eiichi Moriwaki, Tadayuki Naitoh, Kiyoshi Nishiyama, Yoshino Ōishi, Kōji Satō, Tokihiro Satō, Bukō Shimizu, Mieko Shiomi, Teikō Shiotani, Raghubir Singh, Yutaka Takanashi, Toyoko Tokiwa, Haruo Tomiyama et Kansuke Yamamoto.